# Districte de Pakokku
El districte de Pakokku és una divisió administrativa de Myanmar a la divisió de Magwe a la part occidental del riu Ayeyarwaddy (Irauadi), amb capital a Pakokku (amb 15 barris i 80.000 habitants), que també és capital d'un twonship, un dels cinc del districte, i un port fluvial. La població del districte és d'1.350.000 (vers 2005) repartits en 34 seccions o wards i 1.205 pobles.

## Administració
Està dividit en cinc townships:
- Pakokku
- Yaesakyo o Yesagyo
- Myaing
- Pauk
- Seikphyu

## Història
Abans de l'annexió Pakokku només era un petit poble pescador, i el seu thugyi o cap estava sota dependència del wun (governador) de Pakangyi (equivalent al posterior districte) i incloïa els wuns-shifis (subgoverns) de Pakangyi, Yaw Lemyo i Pagyi Taik. La població principal era Kunywa, uns 6 km damunt de Pakokku, on una branca del Chindwin s'uneix a l'Irauadi i per un temps Pakokku va estar tallada del canal principal per un banc d'arena però el 1885 el banc va desaparèixer, el riu va recuperar el seu antic curs i Pakokku va guanyar importància mentre Kunywa la perdia.
El 1886 quan fou annexionada la zona pels britànics al final de la tercera Guerra Anglo-birmana, el territori era part dels districtes de Pagan i Myingyan i durant el 1886 va restar sense organitzar, ja que la major part estava sota control del príncep Shwegyobyu al que s'havia unit un oficial local birmà, el Kayaingwun de Myingyan. Una columna fou enviada el 1886 per enfrontar als rebels, i oficials civils es van estacionar a Pakangyi, i dos posicions més; Pakokku i Yesagyo. Els rebels foren controlats i la seva acció limitada per un contingent que va establir una posició militar a Myaing, però fins que una guarnició es va establir a Pakangyi la zona no va quedar tranquil·la. El districte de Pagan fou abolit el 1888 i el de Pakokku es va formar amb seu a la vila del mateix nom. La zona del riu Yaw va restar sense organitzar i en mans de dos partidaris del pretendent Shwegyobyu, un oficial local influent de nom Ya Kut i un cap dacoit anomenat Tha Do. Però els dos foren eliminats en el curs del mateix 1888.
El districte pertanyé a la divisió de Minbu dins l'Alta Birmània i tenia una àrea de 16.084 km²; estava dividit en dues parts a est i oest per les muntanyes Pondaung i Tangyi que a la part nord tenen entre 1.000 i 1.200 metres, però són més baixes cap al sud (500-600 metres). Estava regat al nord pel Myittha, que naixia a les Muntanyes Chin Pakokku (Pakokku Chin Hills) a l'oest del districte; i al sud pel Yaw i els seus tributaris.
La població del districte era:
- 1891: 311.959
- 1901: 356.489

Administrativament formaven el districte tres subsivisions amb els següents townships:
- Pakokku
  - Pakokku
  - Yesagyo
  - Myaing
- Pauk
  - Pauk
  - Saw
  - Seikpyu
- Gangaw 
  - Gangaw
  - Tilin

La majoria de la població era bamar i parla el birmà (96%). A l'oest vivien uns 6.500 chins a les valls del Yaw i el Myittha. Els taungthes eren 5.700 el 1901; hi havia 1.997 indis. Quasi tots els habitants eren budistes; els cristians eren 200 (106 natius). La ciutat principal i única municipalitat (formada el 1887) era Pakokku, però la de Yesagyo ho fou temporalment fins a ser dissolta el 1892-1893.

## Pagodes i temples
La més important és la pagoda Shwegu a la mateixa ciutat. La pagoda Tangyiswedaw enfront de Pagan a l'Irauadi, i les capelles de Kunywa, Shinmadaung i Thamaing; la primeras d'aquestes tres ocuparia el lloc de la capella erigida per Alaungsithu, rei de Pagan sobre la tomba de la seva reina que va morir de part. La pagoda Tangyiswedaw hauria estat erigida per Anawrata de Pagan. Al township de Pauk township, a l'oest de Yaw, hi ha dos famoses pagodes, la Shwepaunglaung i la Shwemoktaw, que marca el lloc d'un pagoda petita erigida per Dhamathawka, rei de Pagan, el 1091 i que foren restaurades per Narapadisithu un segle després.